# Уиллард Паркер
Уиллард Паркер (англ. Willard Parker, при рождении Уорстер Ван Эпс (англ. Worster Van Eps); 5 февраля 1912 — 4 декабря 1996) — американский актёр.
Паркер родился в Нью-Йорке. В конце 1930-х годов подписал контракт с «Warner Bros.». Первую заметную роль актёр исполнил в фильме «Простенькое дело об убийстве» (1938) с Эдвард Г. Робинсон в главной роли. После этого появился в таких фильмах, как «Поцелуй меня Кэт» (1953) и «Земля умирает крича» (1964). Помимо этого сыграл ряд ролей на бродвейской сцене и телевидении.
Дважды был женат. От первого брака с Марин Пирс у актёра родился сын. Второй брак с актрисой Вирджинией Филд был бездетным и завершился с её смертью в 1992 году.
Паркер умер от сердечного приступа в возрасте 84 в Ранчо-Мираж, Калифорния.